# ガイウス・ユリウス・ユッルス (紀元前489年の執政官)
ガイウス・ユリウス・ユッルス（ラテン語: Gaius Julius Iullus）はパトリキ（貴族）出身の共和政ローマ初期の政治家・軍人。紀元前489年に執政官（コンスル）を務めた。表記ゆれでコグノーメンはユルス（Iulus、アイネイアースの子アスカニオス）とも。

## 家族
伝説によると、ユリウス氏族は第三代ローマ王トゥッルス・ホスティリウスがアルバ・ロンガを破壊した際にローマに移住したとされる古い氏族である。しかし執政官に就任したのはユッルスが初めてであり、共和政ローマ成立から21年目のことであった。ユッルスの家系に関しては、現存するカピトリヌスのファスティには欠落している。もし彼がガイウス・ユリウス・ユッルス (紀元前482年の執政官)（C. f. L. n.）の父であるとすれば、当項目ユッルスの父のプラエノーメン（第一名、個人名）はルキウスである。これは Dictionary of Greek and Roman Biography and Mythologyでの解釈であり、Wilhelm Drumannのユリウス氏族に関する学説に沿っている。しかし、Broughtonはユッルスの父の名はガイウスであるとしている。
何れにせよ、紀元前489年の執政官ユッルスが紀元前482年の執政官の父であるとすれば、彼は紀元前473年の執政官ウォピスクス・ユリウス・ユッルスの父でもあると思われる。ウォピスクスは子ガイウスの弟であろう。その後の歴史に現れるユリウス・ユッルス家の人々は、この兄弟の子孫である。古代の歴史家の何人かはガイウス・ユリウス・カエサルもこの家の子孫であると信じていた。
William Berryが1816年に出版した家系図によると、紀元前489年の執政官ガイウスの父のプラエノーメンをルキウスとし、祖父のプラエノーメンをヌメリウスとするが、ヌメリウスというプラエノーメンを使った例はユリウス氏族には確認できず、またどの資料を参照したかも不明である。ヌメリウスには息子が二人おり、もう一人の息子はマルクス（これもユリウス氏族には無いプラエノーメンである）で、彼がウォピスクスの祖父であるとしている。Berryは信頼性の高い資料に基づいたとしているが、その資料は不明で、さらの他の歴史的資料とも一致しない。
- ガイウス？ルキウス？
  - ガイウス・ユリウス・ユッルス（紀元前489年の執政官）
    - ガイウス・ユリウス・ユッルス（紀元前482年の執政官）
    - ウォピスクス・ユリウス・ユッルス

## 経歴
ユッルスは紀元前489年に執政官に就任。同僚執政官はプブリウス・ピナリウス・マメルキヌス・ルフスであった。ハリカルナッソスのディオニュシオスによれば、この年にアッティウス・トゥリウス（en）を指導者とするウォルスキ族がローマと衝突した。ローマを追放されていた将軍グナエウス・マルキウス・コリオラヌスの支援も受け、ウォルスキはローマとの戦争の準備を開始し、ラティウム領土を襲撃した。ウォルスキの軍事行動はローマの貧困層に大きな影響を与え、すでに緊張していたパトリキとプレブス（平民）の関係をさらに悪化させた。
元老院は市民の不満を鎮めようとしていたとき、コリオラヌス指揮下のウォルスキ軍はローマの植民市であったキルケイ（現サン・フェリーチェ・チルチェーオ近郊）を占領した。両執政官はキルケイを監視し、ローマの同盟国に援助を求め、さらにウォルスキの脅威に対するために軍の編成を開始した。しかし軍の編成が完了する前に、執政官の任期が終了した。コリオラヌスとの対決は、翌年の執政官スプリウス・ ナウティウス・ルティルスとセクストゥス・フリウス・メドゥッリヌスに引き継がれた。

## 参考資料
- ティトゥス・リウィウス『ローマ建国史』
- ハリカルナッソスのディオニュシオス『ローマ古代誌』
- プルタルコス『対比列伝』
- William Berry, Genealogia Antiqua, or Mythological and Classical Tables, Compiled from the Best Authors on Fabulous and Ancient History, Baldwin, Cradock, and Joy, London (1816).
- Dictionary of Greek and Roman Biography and Mythology, William Smith, ed., Little, Brown and Company, Boston (1849).
- T. Robert S. Broughton, The Magistrates of the Roman Republic, American Philological Association (1952).
- Miriam Griffin, A Companion to Julius Caesar John Wiley & Sons (2009), ISBN 1444308459, 9781444308457.